# Cris Juanico
Cristòfol Juanico Alzina (Ciutadella de Menorca, 23 de febrer de 1967), de nom artístic Cris Juanico, és un músic menorquí. Va ser la veu i un dels compositors de Ja t'ho diré, i actualment forma part de Menaix a Truà i també edita treballs en solitari.

## Biografia
Amb el grup Ja t'ho diré, Juanico va gravar 6 discs, i amb ells va ser guardonat, entre d'altres, amb el Premi Ramon Llull, per ser un referent de Menorca a fora de l'illa, o el premi Millor disc de l'any 1998 de Ràdio 4 pel seu disc Un Ram de Locura. Actualment també forma part de Menaix a Truà, juntament amb Toni Xuclà i Juanjo Muñoz (Gossos), amb els quals ha enregistrat 3 discs. A part d'això, va formar part de La Banda Impossible, ha realitzat diverses produccions musicals per a diferents formacions (Van de Kul, Inventari, 4 de Copes, etc.) i ha col·laborat amb diversos artistes (S'Albaida, Toni Xuclà, Pep Poblet, Gossos, Marisa Rojas, etc.).
En la docència, Juanico ha participat, juntament amb Toni Xuclà i Jimi Piñol (Lax'n'Busto), en el Campus Rock (abans Campus Senglar), una escola de pop-rock itinerant de la qual es fan tres edicions anuals (Menorca, Mallorca i Lleida, abans a Montblanc). A més, realitza, des de fa més de 10 anys, audicions didàctiques per a escolars («La Història de la Música Rock», «Música i Ordinadors» i «Clica com sona») organitzades per Tot música i teatre per nens i joves.
Col·labora amb la Fundació Tabaluga, dedicada a l'ajut de nens desfavorits, cantant les cançons a la versió catalana del CD-llibre infantil Tabaluga viatja buscant el seny (2003), del que s'ha fet també un espectacle infantil en format d'audició didàctica, on el tenor Josep Carreras hi ha posat la veu en la narració. Des del 2002 és el responsable del segell discogràfic i dels estudis de gravació AUMÓN, a través dels quals ja s'han fet diferents produccions musicals (Jo sé una cançó, volums 1, 2, 3 i 4) i per on han passat diferents artistes de Menorca (Inventari, S'Ensamble i Agrupació Musical de Ciutadella).
L'any 2004 Juanico comença una nova etapa en la seva vida artística editant el seu primer disc en solitari Memòria, fet a partir d'un recull de cançons populars menorquines en clau de pop-rock, coeditat entre el segell AUMÓN i Música Global, el qual presentà, juntament amb Els Mags de Binigall, arreu de les Illes Balears i el Principat, i els lectors de la revista Enderrock reconegueren com a millor disc, millor autor i millor directe del 2004, dins de la categoria d'autor. A finals del 2005 edità un nou disc Jocs d'amagat, on comptàtambé amb la participació d'Els Mags de Binigall i que inclogué 12 peces de collita pròpia on es reflectia el seu món més íntim i personal.
Per al seu proper treball en solitari (Vola'm a sa lluna, 2006) Juanico feu una tria de grans cançons clàssiques de tots els temps, com ara «Fly me to the moon», «Fever», «Laura» o «I've got you under my skin» que havien interpretat artistes de la talla de Frank Sinatra, Cole Porter, Ella Fitzgerald, etc. Feu la traducció de les lletres al català, posant-li com a títol al CD. Degut a l'èxit d'aquest treball, en tragué un segon anomenat Tot de mi (2008) amb temes com «Love me tender» d'Elvis Presley, «I'm your man» de Leonard Cohen o «Moon river» de Henry Mancini, entre d'altres.
El 2010 edità un nou treball amb els Mags de Binigall, però amb uns renovats components: Pedres que rallen és un disc on el mateix Cris Juanico reafirma el retorn als seus orígens, com va ser l'esperit rocker amb els Ja t'ho diré. Dues Pedres (2011)iUn món de nadales (2013) foren els seus següents treballs.
Els anys 2013 i 2014 participà als projectes discogràfics "Llegendes del Cinema" i "Llegendes del Musical" de la Simfònica de Cobla i Corda de Catalunya.
El 2015 va presentar F(a)usta, un treball amb temes pop-rock enregistrat amb un quartet de corda, contrabaix i guitarra acústica. La gira Una nit f(a)usta arriba a molts indrets de la geografia illenca i catalana, actuant al Canet Rock d'aquell any.
El 2016 engega Benejam, un projecte a trio de rock directe i incisiu que serà la llavor de la nova banda amb la que presentarà els següents dos treballs.
El 2017 s'edita el recopilatori 13 Cançons desordenades + 13 Peces retrobades, un doble treball amb un disc amb els temes més emblemàtics de la seva carrera en solitari i un altre amb un recull de rareses. Aquest treball va ser presentat amb dues formacions diferents: una a Les Illes i l'altra al Principat.
El 2019 treu Viu, en el que retorna als orígens amb una banda de rock aquesta vegada ampliant la sonoritat amb un violí i un guitarró (instrument de música popular menorquina), fet que dona un aire més folk a la proposta.
El 2020 presenta l'espectacle Salpols, un recorregut a trio (guitarra elèctrica i veu, violí i contrabaix) pels contorns de l'illa de Menorca amb les seves cançons que, després de l'estat d'alarma de la primavera d'aquest any, es convertirà en disc i amb el que rodarà arreu dels territoris de parla catalana amb més de 50 concerts.

## Discografia

### Amb Ja t'ho diré
- Es blau es fester (1991)
- Dos o tres (1993)
- Moviments salvatges (1995)
- Un ram de locura (1997)
- Es directe (1999)
- Soñando silencio (2001)
- Història d'un viatge 1986-2003 (CD+DVD) (2003)
- Ses Maquetes (2013)

### Amb Menaix a Truà
- Menaix a Truà (2000)
- Petits moments d'estricta simpatia (2002)
- Com el vent (2008)
- Menaix a Truà 10 anys (2010)
- Guia de petits senyals (2012)

### En solitari
- Memòria (2004)
- Jocs d'amagat (2005)
- Vola'm a sa Lluna (amb l'Original Jazz Orquestra, 2006)
- Tot de mi (amb l'Original Jazz Orquestra, 2008)
- Pedres que rallen (2010)
- Dues Pedres (2011)
- Un món de nadales (2013)
- F(a)usta (2015)
- 13 Cançons desordenades + 13 Peces retrobades (2017)
- Viu (2019)
- Salpols (2020)
- Cançons de Xerxa (2023)

### Altres
- Tabaluga viatja buscant el seny (llibre disc per a la Fundació Tabaluga. BMG - ARIOLA, 2003)